# Trichomycteridae

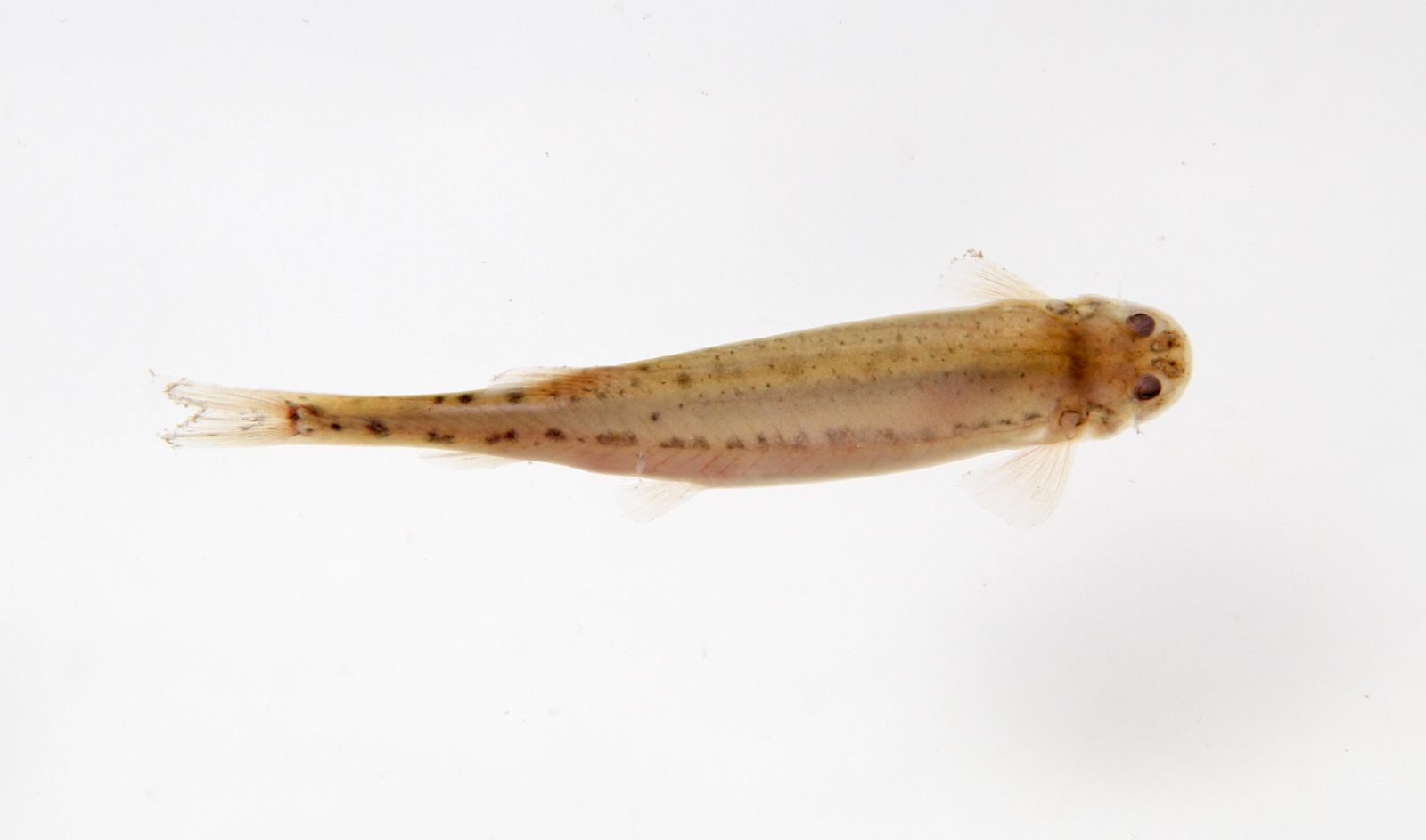
Ochmacanthus sp.

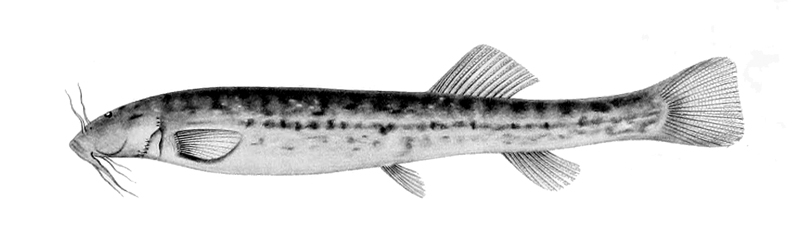
Trichomycterus areolatus

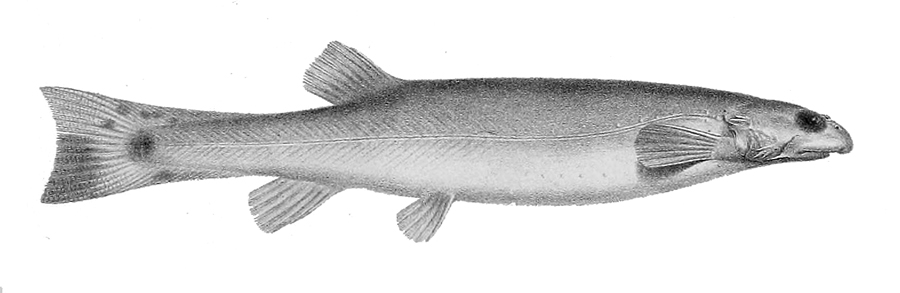
Henonemus macrops

I Trichomycteridae sono una famiglia di pesci ossei d'acqua dolce appartenenti all'ordine Siluriformes.

## Distribuzione e habitat
Questa famiglia è diffusa nell'America centrale (Panama e Costa Rica) e nell'America Meridionale.

## Descrizione
Questi Siluriformes sono caratteristici per il loro aspetto allungato e sottile, privo di scaglie. Sono presenti di solito due paia di barbigli sulla mascella superiore e nessuno sull'inferiore. Alcuni generi sono privi di pinne ventrali. L'opercolo branchiale è dotato di spine.
Sono quasi tutti di piccole dimensioni, inferiori a 10 cm, misura superata da pochissime specie.

## Biologia
Molte specie si comportano da veri e propri parassiti, caso molto raro tra i vertebrati. Questi si introducono nelle branchie di pesci più grandi e si nutrono di sangue e tessuti. Vandellia cirrhosa è nota per introdursi anche nell'uretra dei nuotatori provocando gravi ferite.

## Tassonomia
- Genere Acanthopoma
  - Acanthopoma annectens
- Genere Ammoglanis
  - Ammoglanis amapaensis
  - Ammoglanis diaphanus
  - Ammoglanis pulex
- Genere Apomatoceros
  - Apomatoceros alleni
- Genere Bullockia
  - Bullockia maldonadoi
- Genere Copionodon
  - Copionodon lianae
  - Copionodon orthiocarinatus
  - Copionodon pecten
- Genere Eremophilus
  - Eremophilus mutisii
- Genere Glanapteryx
  - Glanapteryx anguilla
  - Glanapteryx niobium
- Genere Glaphyropoma
  - Glaphyropoma rodriguesi
  - Glaphyropoma spinosum
- Genere Haemomaster
  - Haemomaster venezuelae
- Genere Hatcheria
  - Hatcheria macraei
- Genere Henonemus
  - Henonemus intermedius
  - Henonemus macrops
  - Henonemus punctatus
  - Henonemus taxistigmus
  - Henonemus triacanthopomus
- Genere Homodiaetus
  - Homodiaetus anisitsi
  - Homodiaetus banguela
  - Homodiaetus graciosa
  - Homodiaetus passarellii
- Genere Ituglanis
  - Ituglanis agreste
  - Ituglanis amazonicus
  - Ituglanis bambui
  - Ituglanis cahyensis
  - Ituglanis eichorniarum
  - Ituglanis epikarsticus
  - Ituglanis gracilior
  - Ituglanis guayaberensis
  - Ituglanis herberti
  - Ituglanis ina
  - Ituglanis laticeps
  - Ituglanis macunaima
  - Ituglanis mambai
  - Ituglanis metae
  - Ituglanis nebulosus
  - Ituglanis paraguassuensis
  - Ituglanis parahybae
  - Ituglanis parkoi
  - Ituglanis passensis
  - Ituglanis proops
  - Ituglanis ramiroi
- Genere Listrura
  - Listrura boticario
  - Listrura camposi
  - Listrura costai
  - Listrura nematopteryx
  - Listrura picinguabae
  - Listrura tetraradiata
- Genere Malacoglanis
  - Malacoglanis gelatinosus
- Genere Megalocentor
  - Megalocentor echthrus
- Genere Microcambeva
  - Microcambeva barbata
  - Microcambeva draco
  - Microcambeva ribeirae
- Genere Miuroglanis
  - Miuroglanis platycephalus
- Genere Ochmacanthus
  - Ochmacanthus alternus
  - Ochmacanthus batrachostomus
  - Ochmacanthus flabelliferus
  - Ochmacanthus orinoco
  - Ochmacanthus reinhardtii
- Genere Paracanthopoma
  - Paracanthopoma parva
- Genere Paracanthopoma
  - Parastegophilus maculatus
  - Parastegophilus paulensis
- Genere Paravandellia
  - Paravandellia oxyptera
  - Paravandellia phaneronema
- Genere Pareiodon
  - Pareiodon microps
- Genere Plectrochilus
  - Plectrochilus diabolicus
  - Plectrochilus machadoi
  - Plectrochilus wieneri
- Genere Pseudostegophilus
  - Pseudostegophilus haemomyzon
  - Pseudostegophilus nemurus
- Genere Pygidianops
  - Pygidianops amphioxus
  - Pygidianops cuao
  - Pygidianops eigenmanni
  - Pygidianops magoi
- Genere Rhizosomichthys
  - Rhizosomichthys totae
- Genere Sarcoglanis
  - Sarcoglanis simplex
- Genere Schultzichthys
  - Schultzichthys bondi
  - Schultzichthys gracilis
- Genere Scleronema
  - Scleronema angustirostre
  - Scleronema minutum
  - Scleronema operculatum
- Genere Silvinichthys
  - Silvinichthys bortayro
  - Silvinichthys leoncitensis
  - Silvinichthys mendozensis
- Genere Stauroglanis
  - Stauroglanis gouldingi
- Genere Stegophilus
  - Stegophilus insidiosus
  - Stegophilus panzeri
  - Stegophilus septentrionalis
- Genere Stenolicmus
  - Stenolicmus ix
  - Stenolicmus sarmientoi
- Genere Trichogenes
  - Trichogenes claviger
  - Trichogenes longipinnis
- Genere Trichomycterus
  - Trichomycterus aguarague
  - Trichomycterus albinotatus
  - Trichomycterus alternatus
  - Trichomycterus alterus
  - Trichomycterus anhanga
  - Trichomycterus areolatus
  - Trichomycterus argos
  - Trichomycterus arleoi
  - Trichomycterus atochae
  - Trichomycterus auroguttatus
  - Trichomycterus bahianus
  - Trichomycterus balios
  - Trichomycterus ballesterosi
  - Trichomycterus banneaui
  - Trichomycterus barbouri
  - Trichomycterus belensis
  - Trichomycterus bogotensis
  - Trichomycterus bomboizanus
  - Trichomycterus borellii
  - Trichomycterus boylei
  - Trichomycterus brachykechenos
  - Trichomycterus brasiliensis
  - Trichomycterus brunoi
  - Trichomycterus cachiraensis
  - Trichomycterus caipora
  - Trichomycterus caliensis
  - Trichomycterus candidus
  - Trichomycterus castroi
  - Trichomycterus catamarcensis
  - Trichomycterus caudofasciatus
  - Trichomycterus celsae
  - Trichomycterus chaberti
  - Trichomycterus chapmani
  - Trichomycterus chiltoni
  - Trichomycterus chungaraensis
  - Trichomycterus claudiae
  - Trichomycterus concolor
  - Trichomycterus conradi
  - Trichomycterus corduvensis
  - Trichomycterus crassicaudatus
  - Trichomycterus dali
  - Trichomycterus davisi
  - Trichomycterus diabolus
  - Trichomycterus diatropoporos
  - Trichomycterus dispar
  - Trichomycterus dorsostriatum
  - Trichomycterus duellmani
  - Trichomycterus emanueli
  - Trichomycterus fassli
  - Trichomycterus fuliginosus
  - Trichomycterus gabrieli
  - Trichomycterus gasparinii
  - Trichomycterus giganteus
  - Trichomycterus goeldii
  - Trichomycterus gorgona
  - Trichomycterus guaraquessaba
  - Trichomycterus guianense
  - Trichomycterus hasemani
  - Trichomycterus heterodontus
  - Trichomycterus hualco
  - Trichomycterus igobi
  - Trichomycterus iheringi
  - Trichomycterus immaculatus
  - Trichomycterus itacambirussu
  - Trichomycterus itacarambiensis
  - Trichomycterus itatiayae
  - Trichomycterus jacupiranga
  - Trichomycterus jequitinhonhae
  - Trichomycterus johnsoni
  - Trichomycterus knerii
  - Trichomycterus landinga
  - Trichomycterus latidens
  - Trichomycterus latistriatus
  - Trichomycterus laucaensis
  - Trichomycterus lewi
  - Trichomycterus longibarbatus
  - Trichomycterus macrophthalmus
  - Trichomycterus macrotrichopterus
  - Trichomycterus maculosus
  - Trichomycterus maldonadoi
  - Trichomycterus maracaiboensis
  - Trichomycterus maracaya
  - Trichomycterus mariamole
  - Trichomycterus mboycy
  - Trichomycterus megantoni
  - Trichomycterus meridae
  - Trichomycterus migrans
  - Trichomycterus mimonha
  - Trichomycterus mimosensis
  - Trichomycterus minus
  - Trichomycterus mirissumba
  - Trichomycterus mondolfi
  - Trichomycterus motatanensis
  - Trichomycterus naipi
  - Trichomycterus nigricans
  - Trichomycterus nigroauratus
  - Trichomycterus nigromaculatus
  - Trichomycterus novalimensis
  - Trichomycterus oroyae
  - Trichomycterus pantherinus
  - Trichomycterus paolence
  - Trichomycterus papilliferus
  - Trichomycterus paquequerense
  - Trichomycterus pauciradiatus
  - Trichomycterus payaya
  - Trichomycterus perkos
  - Trichomycterus pirabitira
  - Trichomycterus piurae
  - Trichomycterus plumbeus
  - Trichomycterus poikilos
  - Trichomycterus potschi
  - Trichomycterus pradensis
  - Trichomycterus pseudosilvinichthys
  - Trichomycterus punctatissimus
  - Trichomycterus punctulatus
  - Trichomycterus puriventris
  - Trichomycterus ramosus
  - Trichomycterus regani
  - Trichomycterus reinhardti
  - Trichomycterus retropinnis
  - Trichomycterus riojanus
  - Trichomycterus rivulatus
  - Trichomycterus roigi
  - Trichomycterus romeroi
  - Trichomycterus rubbioli
  - Trichomycterus rubiginosus
  - Trichomycterus ruitoquensis
  - Trichomycterus sandovali
  - Trichomycterus santaeritae
  - Trichomycterus santanderensis
  - Trichomycterus sketi
  - Trichomycterus spegazzinii
  - Trichomycterus spelaeus
  - Trichomycterus spilosoma
  - Trichomycterus stawiarski
  - Trichomycterus stellatus
  - Trichomycterus straminius
  - Trichomycterus striatus
  - Trichomycterus taczanowskii
  - Trichomycterus taenia
  - Trichomycterus taeniops
  - Trichomycterus taroba
  - Trichomycterus tenuis
  - Trichomycterus tete
  - Trichomycterus therma
  - Trichomycterus tiraquae
  - Trichomycterus transandianus
  - Trichomycterus trefauti
  - Trichomycterus triguttatus
  - Trichomycterus tropeiro
  - Trichomycterus tupinamba
  - Trichomycterus uisae
  - Trichomycterus unicolor
  - Trichomycterus variegatus
  - Trichomycterus venulosus
  - Trichomycterus vermiculatus
  - Trichomycterus vittatus
  - Trichomycterus weyrauchi
  - Trichomycterus yuska
  - Trichomycterus zonatus
- Genere Tridens
  - Tridens melanops
- Genere Tridensimilis
  - Tridensimilis brevis
  - Tridensimilis venezuelae
- Genere Tridentopsis
  - Tridentopsis cahuali
  - Tridentopsis pearsoni
  - Tridentopsis tocantinsi
- Genere Typhlobelus
  - Typhlobelus auriculatus
  - Typhlobelus guacamaya
  - Typhlobelus lundbergi
  - Typhlobelus macromycterus
  - Typhlobelus ternetzi
- Genere Vandellia
  - Vandellia beccarii
  - Vandellia cirrhosa
  - Vandellia sanguinea[2]